# Mistrzostwa Świata w Short Tracku 2018
43. Mistrzostwa Świata w Short Tracku odbyły się w kanadyjskim Montrealu, w dniach 16–18 marca 2018 roku.
W zawodach przyznano 12 kompletów medali. W klasyfikacji najlepsi byli Koreańczycy. Polacy zdobyli jeden medal – srebro Natalii Maliszewskiej na 500 m było pierwszym medalem Polaków w historii startów na mistrzostwach.

## Klasyfikacja medalowa
| Lp. | Kraj             | Złoto | Srebro | Brąz | Razem |
| 1.  | Korea Południowa | 8     | 4      | 2    | 14    |
| 2.  | Kanada           | 3     | 1      | 2    | 6     |
| 3.  | Węgry            | 1     | 1      | 0    | 2     |
| 4.  | Chiny            | 0     | 3      | 3    | 6     |
| 5.  | Rosja            | 0     | 1      | 3    | 4     |
| 6.  | Holandia         | 0     | 1      | 1    | 2     |
| 7.  | Polska           | 0     | 1      | 0    | 1     |
| 8.  | Japonia          | 0     | 0      | 1    | 1     |

## Medaliści
| Konkurencja            | Złoto                                                                                   | Srebro                                                                             | Brąz                                                                                           |
| Mężczyźni              |                                                                                         |                                                                                    |                                                                                                |
| 500 metrów             | Hwang Dae-heon                                                                          | Ren Ziwei                                                                          | Siemion Jelistratow                                                                            |
| 1000 metrów            | Charles Hamelin                                                                         | Lim Hyo-jun                                                                        | Sjinkie Knegt                                                                                  |
| 1500 metrów            | Charles Hamelin                                                                         | Lim Hyo-jun                                                                        | Siemion Jelistratow                                                                            |
| 3000 metrów superfinał | Shaolin Sándor Liu                                                                      | Xu Hongzhi                                                                         | Siemion Jelistratow                                                                            |
| Wielobój               | Charles Hamelin                                                                         | Shaolin Sándor Liu                                                                 | Hwang Dae-heon                                                                                 |
| Sztafeta               | Korea Południowa Hwang Dae-heon · Kim Do-kyoum · Kwak Yoon-gy · Lim Hyo-jun · Seo Yi-ra | Kanada Charle Cournoyer · Pascal Dion · Samuel Girard · Charles Hamelin            | Japonia Ryosuke Sakazume · Kazuki Yoshinaga · Keita Watanabe · Hiroki Yokokama                 |
| Kobiety                |                                                                                         |                                                                                    |                                                                                                |
| 500 metrów             | Choi Min-jeong                                                                          | Natalia Maliszewska                                                                | Qu Chunyu                                                                                      |
| 1000 metrów            | Shim Suk-hee                                                                            | Sofja Proswirnowa                                                                  | Li Jinyu                                                                                       |
| 1500 metrów            | Choi Min-jeong                                                                          | Shim Suk-hee                                                                       | Kim Boutin                                                                                     |
| 3000 metrów superfinał | Choi Min-jeong                                                                          | Li Jinyu                                                                           | Kim A-lang                                                                                     |
| Wielobój               | Choi Min-jeong                                                                          | Shim Suk-hee                                                                       | Li Jinyu                                                                                       |
| Sztafeta               | Korea Południowa Choi Min-jeong · Kim A-lang · Kim Ye-jin · Lee Yu-bin · Shim Suk-hee   | Holandia Suzanne Schulting · Yara van Kerkhof · Lara van Ruijven · Rianne de Vries | Kanada Kim Boutin · Kasandra Bradette · Jamie Macdonald · Valérie Maltais · Marianne St-Gelais |